# Observatoire McCormick

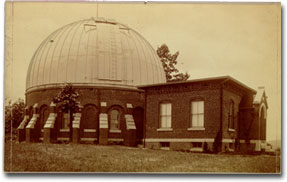
Observatoire Leander McCormick en 1890.

L'observatoire Leander McCormick est l'un des observatoires astronomiques dirigés par le département d'astronomie de l'université de Virginie. Il est situé aux limites de la ville de Charlottesville, dans le comté d'Albemarle, en Virginie, au sommet du Mount Jefferson (en). Il est nommé en l'honneur de Leander J. McCormick (en) (1819–1900), principal mécène du projet.

## Histoire

### Origines et construction
Leander McCormick est le fils de Robert McCormick (en) (1780–1846) et le frère de Cyrus McCormick. La famille McCormick (en) habite la ferme Walnut Grove (en), située à Raphine (en). Après avoir déménagé à Chicago en 1848, Cyrus, Leander et leur frère William fondent McCormick Harvesting Machine Company, qui deviendra International trucks.
En 1870, Leander décide de faire don du plus grand télescope du monde à l'État de Virginie. Cependant, l'impact financier de la guerre de Sécession sur l'État ainsi que celui du grand incendie de Chicago sur ses finances personnelles retardent son projet.
En plus de l'université de Virginie, McCormick envisage comme autre institution associée le Washington College (devenu depuis la Washington and Lee University) de Lexington, situé plus près de la résidence familiale. En 1870, Robert E. Lee, président du Washington College, envoie une lettre de référence à Joseph Henry, secrétaire de la Smithsonian Institution, lui faisant part des désirs de McCormick. Cependant, c'est principalement les efforts de Charles Scott Venable (en), professeur de mathématiques à l'université de Virginie de 1865 à 1896, qui mène au choix de l'université de Virginie en 1877. Cette dernière reçoit officiellement le don du télescope l'année suivante, ainsi qu'un autre don de 18 000 dollars américains pour l'observatoire en 1881, à la condition que l'université s'engage à effectuer une campagne de financement et à assurer un professorat,.